# Les Oiseaux noirs
Pour les articles homonymes, voir Blackbirds.
Pour plus de détails, voir Fiche technique et Distribution.
Les Oiseaux noirs (Blackbirds) est un film muet américain réalisé par John Francis Dillon, sorti en 1920.

## Synopsis
Leonie Sobatsky, une aventurière membre des « Blackbirds », un réseau international de contrebande, tombe amoureuse d'un jeune homme nommé Nevil Trask, qui lui aussi tombe amoureux d'elle. Cependant Trask ne se doute pas des activités illicites de Leonie, et Leonie ne sait pas non plus que Trask est un agent secret infiltré, chargé de démanteler le réseau et d'en capturer le chef.

## Fiche technique
- Titre original : Blackbirds
- Réalisation : John Francis Dillon
- Scénario : Clara Beranger, d'après la pièce Blackbirds de 1913 de Harry James Smith[2]
- Photographie : Arthur T. Quinn
- Société de production : Realart Pictures
- Société de distribution : Realart Pictures
- Pays de production :  États-Unis
- Langue originale : anglais
- Format : noir et blanc — Muet
- Genre : Drame[1]
- Durée : 50 minutes (5 bobines)
- Dates de sortie :
  - États-Unis : 4 décembre 1920
  - France : 17 mars 1922

## Distribution
- Justine Johnstone : Contesse Leonie
- William "Stage" Boyd : le détective
- Charles K. Gerrard : Duval
- Jessie Arnold : Suzanne
- Walter Walker : Howard Crocker
- Marie Shotwell : Edna Crocker
- Grace Parker : Arline Crocker
- Ada Boshell : Grandma Crocker
- Alex Saskins : Griggs